# جيمس ستانلي
جيمس ستانلي (بالإنجليزية: James Stanley)‏ هو مدرب رياضي أمريكي، ولد في 12 نوفمبر 1978 في جاكسون في الولايات المتحدة.